# Patrimoniul mondial UNESCO din Polonia
Patrimoniul mondial UNESCO din Polonia numără treisprezece locuri din această țară. Primele obiecte au fost incluse în Lista Patrimoniului Mondial în 1978. Două dintre aceste site-uri sunt se află și pe teritoriul țărilor vecine. Polonia are de asemenea două obiecte care sunt incluse în Lista Tentativă.
3 Elements of the patrimonial

## Patrimoniul Mondial
| Denumire                                                                                            | Imagine | Localizare | Dată                           | Dată UNESCO             | Descriere |
| --------------------------------------------------------------------------------------------------- | ------- | --- | ------------------------------ | ----------------------- | --- |
| Centrul Istoric al Cracoviei                                                                        |         | Cracovia 50°04′01″N 19°57′36″E / 50.067°N 19.96°E                                                             | Secolele 11–19                 | 29; 1978; iv            | Orașul vechi din Cracovia este districtul centrului istoric din Cracovia, Polonia. Este una dintre cele mai renumite cartiere vechi din Polonia de astăzi și a fost centrul vieții politice a Poloniei din 1038 până când Regele Sigismund al III-lea Vasa și-a mutat curtea la Varșovia în 1596. Întregul oraș vechi medieval este printre primele site-urile alese pentru Lista Patrimoniului Mondial UNESCO, înscris ca Centrul istoric al Cracoviei. |
| Salina Wieliczka                                                                                    |         | Wieliczka 49°58′45″N 20°03′50″E / 49.979167°N 20.063889°E                                                     | Secolele 13-20                 | 32; 1978; iv            | Salina Wieliczka, localizată în orașul Wieliczka din sudul Poloniei, se află în Zona Metropolitană a Cracoviei. Mină a produs în continuu sare de masă din secolul al XIII-lea până în 2007 ca unul dintre cele mai vechi saline exploate din lume, cel mai mult timp salina fiind o parte a întreprinderii Żupy krakowskie⁠(d). Se consideră că această interprindere este a 14-a cea mai veche companie din lume. |
| Auschwitz-Birkenau, Lagăr Nazist de Concentrare și Exterminare (1940–1945)                          |         | Oświęcim 50°02′09″N 19°10′42″E / 50.035833°N 19.178333°E                                                      | 1940-1945                      | 31; 1979; vi            | Auschwitz a fost o rețea de lagăre de concentrare și exterminare construite și operate de Al Treilea Reich în teritoriul polonez anexat de Germania Nazistă în timpul celui de-Al Doilea Război Mondial. Aceasta a fost cel mai mare dintre lagărele de concentrare germane, constând din Auschwitz I (Stammlager sau lagărul de bază); Auschwitz II–Birkenau (Vernichtungslager sau lagăr de exterminare); Auschwitz III–Monowitz, cunoscut și ca Buna–Monowitz (un lagăr de muncă); și 45 de lagăre satelit. |
| Belovezhskaya Pushcha / Pădurea Białowieża                                                          |         | Belarus și Polonia 52°40′00″N 23°50′00″E / 52.666667°N 23.833333°E                                            | N/A                            | 33; 1979; vii           | Pădurea Białowieża este o pădure veche localizată la granița dintre două țări, cu 70 km (43 mi) mai la nord de Brest (Belarus) și 62 km (39 mi) sud-est de Białystok (Polonia). Este una dintre ultimele și cele mai mari părți rămase din imensa pădure primitivă care s-a răspândit în trecut pe Câmpia Europeană. Prima piesă înregistrată a legislației privind protecția pădurii datează din 1538, când un document emis de Regele Sigismund I cel Bătrân a instituit pedeapsa cu moartea pentru braconajul zimbrului (bizonul european). |
| Centrul Istoric al Varșoviei                                                                        |         | Varșovia 52°14′59″N 21°00′44″E / 52.2498°N 21.0122°E                                                          | Secolele 13-20                 | 30; 1980; ii, vi        | Orașul Vechi din Varșovia a fost înființat în secolul al XIII-lea. Inițial a fost înconjurat de un val de pământ terasat, înainte de 1339 fiind fortificat cu ziduri de cărămidă. Orașul inițial s-a ridicat în jurul castelului Ducelui de Mazovia, care mai târziu a devenit Castelul Regal. Piața (Rynek Starego Miasta) a fost construită spre sfârșitul secolului al XIII-lea sau începutul secolului al XIV-lea, de-a lungul drumului principal care leagă castelul cu Orașul Nou la nord. |
| Orașul vechi din Zamość                                                                             |         | Zamość 50°43′14″N 23°15′31″E / 50.720556°N 23.258611°E                                                        | 1582–secolul 17                | 564; 1992; iv           | Jan Zamoyski i-a dat comandă arhitectului italian Bernardo Morando⁠(d) să proiecteze orașul care s-ar bazat pe un concept antropomorf. Principalele caracteristici distinctive ale orașului vechi au fost bine conservate de la înființarea sa. Printre acestea se numără Piața Mare regulată de 100 x 100 metri cu o Primărie splendidă și așa-numitele case armene, precum și fragmente ale cetăților originale și fortificațiilor, inclusiv cele din perioada ocupației ruse din secolul al XIX-lea. |
| Castelul Ordinului Teutonic din Malbork                                                             |         | Malbork 54°02′23″N 19°01′40″E / 54.039722°N 19.027778°E                                                       | Secolele 13-14                 | 847; 1997; ii, iii, iv  | Castelul din Malbork este cel mai mare castel din lume după suprafață. El a fost construit în Prusia de către Cavalerii Teutoni, un ordin religios catolic germano-roman a curciaților, asemănător cu o cetate Ordensburg⁠(d). Ordinul l-a denumit Marienburg (Castelul Mariei). Orașul care s-a ridicat în jurul lui a fost, de asemenea, numit Marienburg. Castelul este un exemplu clasic de o cetate medievală și la finalizarea acestuia în anul 1406 a fost cel mai mare castel gotic din cărămidă. |
| Orașul Medieval din Toruń                                                                           |         | Toruń 53°02′00″N 18°37′00″E / 53.033333°N 18.616667°E                                                         | Secolele 12–15                 | 835; 1997; ii, iv       | Toruń are multe monumente arhitecturale care au fost edificate începând cu Evul Mediu, inclusiv 200 de structuri militare. Orașul este celebru pentru că a păstrat aproape intact aspectul său spațial medieval și multe clădiri gotice, toate construite din cărămidă, inclusiv biserici monumentale, Primăria și multe case burgheze. În 1236, ca urmare a inundațiilor frecvente, orașul a fost mutat la site-ul actual al orașului vechi. În 1264 în apropiere a fost fondat Orașul Nou. În 1280, orașul (sau cum a fost atunci, ambele orașe) au aderat la mercantilele Ligii Hanseatice, și astfel a devenit un important centru comercial medieval. |
| Kalwaria Zebrzydowska: Manerist Arhitecural și Complexul Peisagistic de Parc de Pelerinaj           |         | Kalwaria Zebrzydowska 49°51′37″N 19°40′15″E / 49.860319°N 19.670719°E                                         | 1605-1632                      | 905; 1999; ii, iv       | Orașul este denumit după complexul religios (golgota) fondat de guvernatorul din Cracovia Mikołaj Zebrzydowski⁠(d) pe 1 decembrie 1602. Complexul este cunoscut sub numele de Parcul Kalwaria Zebrzydowska. Orașul Zebrzydów a fost înființată în 1617 cu scopul de a găzdui numărul tot mai mare de pelerini care vizitează complexul religios. |
| Bisericile Păcii din Jawor și Świdnica                                                              |         | Jawor, Świdnica 51°03′14″N 16°11′46″E / 51.054°N 16.196°E                                                     | 1654-1657                      | 1054; 2001; iii, iv, vi | Bisericile Păcii din Jawor și Świdnica din Silezia sunt denumite după Pacea Westfalică din 1648 care a permis luteranilor din părțile romano-catolice din Silezia să construiască trei biserici evanghelice din lemn, lut și paie în afara zidurilor orașului, fără turle și clopotele. Timpul de construcție a fost limitat la un an. |
| Bisericile de lemn din sudul Micii Polonii                                                          |         | Lesser Poland Voivodeship 49°51′34″N 20°16′29″E / 49.859444°N 20.274722°E                                     | Secolele 15-18                 | 1053; 2003; iii, iv     | Stilul bisericilor de lemn din această regiune își are originea din anii sfârșitului epocii Medievale, secolul al XVI-lea, și a început cu ornament gotic și detalii policrome, și deoarece erau construite din lemn, structura, forma generală și sentimentul este cu totul diferit de arhitectura gotică sau poloneză gotică (în piatră sau cărămidă). |
| Muskauer Park / Park Mużakowski                                                                     |         | Germania și Polonia 51°33′01″N 14°43′36″E / 51.550278°N 14.726667°E                                           | 1815-1844                      | 1127; 2004; i, iv       | Parcul Muskau este cel mai mare și unul dintre cele mai renumite parcuri peisajistice din Germania și Polonia. Situat în regiunea istorică Silezia Luzațiană, el acoperă 3,5 km² de pământ în Polonia și 2,1 km² în Germania. UNESCO a adăugat parcul în Lista Patrimoniului Mondial, ca un exemplu exemplar a colaborării culturale transfrontaliere între Polonia și Germania. |
| Sala Centenară                                                                                      |         | Wrocław 51°06′26″N 17°04′37″E / 51.107222°N 17.076944°E                                                       | 1911-1913                      | 1165; 2006; i, ii, iv   | Sala Centenară (denumită anterior Sala Poporului) este o clădire istorică din Wrocław. Acesta a fost construită după planurile arhitectului Max Berg⁠(d) în 1911–1913, când orașul era parte a Imperiului German. Ca o clădire timpurie din arhitectura cu beton armat, a fost introdusă în Patrimoniul Mondial UNESCO. |
| Bisericile de lemn din regiunea carpatică a Poloniei și Ucrainei                                    |         | (Brunary⁠(d), Chotyniec⁠(d), Kwiatoń⁠(d), Owczary, Powroźnik, Radruż⁠(d) Smolnik, Turzańsk⁠(d)) Polonia și Ucraina | secolele al XVI-lea–al XIX-lea | 1424; 2013; iii, iv     | Situate la marginea răsăriteană a Europei Centrale, acest sit transnațional cuprinde o selecție de 16 biserici construite pe bușteni orizontali între secolele al XVI-lea și al XIX-lea de comunități ortodoxe și greco-catolice. Ele reprezintă expresia culturală a patru grupuri etnografice și caracteristicile formale, decorative și tehnice pe care le-au dezvoltat acestea în timp. Bisericile depun mărturie despre o tradiție distinctă de construcție cu rădăcini în designul eclesiastic ortodox întrețesut cu elemente de tradiție locală, și cu referințe simbolice la cosmogonia comunităților lor. Bisericile sunt construite pe un plan tripartit surmontate de turle și cupole patrulaterale sau octogonale. Ele au clopotnițe, iconostasuri și decorații policrome interioare, precum și curți, turnuri de poartă și cimitire. |
| Minele de plumb-argint-zinc⁠(d) din Tarnowskie Góry și sistemul lor de gestionare a apelor subterane |         | Tarnowskie Góry 50°15′48″N 18°30′52″E / 50.263371°N 18.51442°E                                                | secolul al XVI-lea             | 1539; 2017; i, ii, iv   | Aflate în Silezia Superioară, în sudul Poloniei, zonă minieră importantă a Europei Centrale, acestea cuprind „întreaga mină subterană cu galerii, puțuri și sisteme de gestionare a apei. Mare parte din sit se situează sub pământ, dar și la suprafață se află rămășițe ale stației de pompare a apei cu aburi din secolul al XIX-lea, mărturie a eforturilor permanente de-a lungul a trei secole de a scoate apa din zona subterană de extracție. Ea a făcut posibilă utilizarea apei nedorite din mine pentru a alimenta orașele și industria. Tarnowskie Góry reprezintă o importantă contribuție la producția globală de plumb și zinc.” |

## Lista
- Gdansk—Orașul Memoriei și Libertății (2005)
- Parcul Național Białowieża (extindere, modificare, (2006)
- Canalul Augustów (2006)
- Cheile Râului Dunajec din Munții Pieniny (2006)
- Salina Regală din Wieliczka și Bochnia (extindere la Salina Wieliczka, (2010)
- Tserkva din lemn din regiunea Carpaților din Polonia și Ucraina (2010)
- Minele de plumb-argint Tarnowskie Gory  și Sistemul de Sub Pământ de Gospodărire a Apelor (2013)